# Per Jonsson (koreograf)
Per Lennart Jonsson, född 18 augusti 1956 i Färila i Hälsingland, död 2 december 1998 i Gustav Vasa församling i Stockholm, var en svensk dansare och koreograf.

## Biografi
Jonsson växte upp på bondgården Per-Månsgården som varit i släktens ägo sedan 1600-talet i den lilla byn Hyttebo vid Färila. Tidigt började han spela bland annat fiol i traktens spelmanslag och började på musiklinjen vid Statens normalskola i Stockholm som 16-åring och studerade med fiol som huvudinstrument 1972–1974. I Stockholm kom han i kontakt med baletten och studerade till dansare på Balettakademien 1974–1977, varefter han dansade 1976–1981 i ett flertal mindre ensembler som Dansteatern, Pyramiderna, L'Etoile du Nord, Vindhäxor, Firework och turnerade runt i skolor med gruppen Svängrum under tre års tid. Han medverkade även en tid som dragshowartist i gruppen After Dark.
Jonsson studerade 1981–1984 vid Danshögskolans koreografilinje och fick 1985 stipendium vid American Dance Festival i North Carolina. Hans intresse var helheten och han brukade ofta engagera sig i de flesta delar av de dansverk han skapade, som scenograf, kostymör, ljussättare. Genomgående grundtematik i hans arbete var "tiden och rummet", vilket återspeglades i de ständigt återkommande tempoförändringarna och pendlande rytmtillstånden i de ofta gåtfulla, rituella verken, inspirerade av naturmystik, den hälsingska folkkulturvärlden, mytologisk och gammaltestamentlig urtid. I stället för berättande handlade det om att återge ett intuitivt tillstånd.

## Koreografisk verksamhet
Per Jonsson  arbetade på en mängd olika, fria scener, bland annat på Fylkingen, Kulturhuset, Moderna dansteatern och Dansens hus i Stockholm, samt från 1983 emellanåt på Kungliga Teatern. 1989–1991 var han ledare för Danshögskolans koreografilinje, 1995–1996 var han knuten till Dansens hus som huskoreograf "in residence" och i omgångar 1991–1992 och 1998–1999 verkade han via sitt eget Per Jonsson Dance Company. 1994 gjorde han koreografin till Nobelfesten i Stockholms stadshus. Flera av hans verk har även sänts i Sveriges Television. Förutom i Sverige arbetade han på Island, i England, Portugal, USA och med Finlands nationalbalett. Då musiken var mycket viktig för honom valde han att arbeta i princip enbart med ny specialskriven musik, oftast av svenska tonsättare som Peter Bengtson, Dror Feiler, Lars Åkerlund, Jan Sandström, Marie Samuelsson och Åke Parmerud. Med verket Den leende hunden 1986 inleddes också ett samarbete med Sven-David Sandström, som kom att få stor betydelse för dem båda och sträckte sig över sju verk under ett antal år. Han samarbetade också med slagverksensemblen Kroumata. Jonsson arbetade bland annat med Cullbergbaletten och brittiska Rambert Dance Company.
Jonssons första koreografiverk var Golek (1981) med ett improviserat sångsolo av Marie Samuelsson. Året efter väckte han uppmärksamhet med Gabok. Det stora genombrottet kom redan med examensproduktionen Schakt med Kungliga Baletten (1983) med musik av Peter Bengtson, som han sedan också samverkade med i Belthane (1984), "Lammas" (1985) och Dance II (1988). Med Sven-David Sandström gjorde han centrala verk som Den leende hunden (1986), Nimrûd (1987), Dance I (1987), Avsked/Dance III (1988), Den elfte gryningen (1988), Ayas öga (1992) och Jupiter is Crying (1995). Han experimenterade ibland med udda dansmiljöer och till och med ute i naturen. Han anses av många vara en av den moderna dansens mest betydande koreografer och hans verk har uppförts på många scener runt om i världen. Flera av hans verk har erhållit priser internationellt.
Jonsson led under större delen av sitt liv av regelbundna depressioner och prestationsångest. Han begick självmord i december 1998, dagen innan hans sista verk Rivers of Mercury hade premiär.
Under hösten 2006 spelade Skånes dansteater föreställningen Pers Planet, som var en hyllning till Jonssons insatser för dansen.
Per Jonsson är gravsatt i minneslunden på Färila kyrkogård.

## Verkförteckning
- 1981 – Golek
- 1982 – Gabok
- 1982 – Väntrum
- 1982 – Dans med Björn och Per (tillsammans med Björn Elisson)
- 1982 – Gränsfall
- 1983 – Morgondagen är en ofödd sång (SVT)
- 1983 – Schakt (även SVT)
- 1983 – Förtäring av gädda i tropiskt klimat (performance med Björn Elisson)
- 1984 – Belthane
- 1984 – Mellan två trädgårdar
- 1985 – UGN (performance med Leif Elggren; musik av bl. a. Jonsson finns utgiven som LP-skiva av Radium)
- 1985 – Solo
- 1985 – Lampa
- 1985 – Goldrush
- 1985 – Lammas
- 1986 – Den leende hunden
- 1987 – Nimrûd
- 1987 – Dance I
- 1988 – Dance II/Bachsolo
- 1988 – Avsked/Dance III
- 1988 – Den elfte gryningen
- 1989 – Solo (#2)
- 1989 – MAT (performance med Leif Elggren)
- 1989 – Klotter Kramar Leran Till
- 1990 – Heze
- 1990 – Winds of Mercury
- 1991 – Okänd dans
- 1991 – Prinsens dröm
- 1992 – The End (text: Stig Larsson)
- 1992 – Tre danser (även SVT)
- 1992 – Ayas öga (även SVT)
- 1992 – Clamavi
- 1992 – Team Again
- 1994 – X-Dream
- 1994 – Dans 45 – en undersökning
- 1994 – Peaux
- 1995 – To Lára
- 1995 – Vilda vindar
- 1995 – Delta A
- 1995 – Jupiter is Crying
- 1995 – Hymn
- 1995 – Tango
- 1996 – Via Styx
- 1996 – Neptuni Snedhet
- 1997 – Port for Angels
- 1997 – Body Hammers
- 1998 – Ur
- 1998 – Rivers of Mercury